# Сет Петерсон
Сет Петерсон (англ. Seth Peterson; народився 16 серпня 1970) — американський актор. Найбільше відомий своїми ролями Роббі Гансена у телесеріалі «Провіденс» (1999—2022) і Нейта Вестена в серіалі «Чорна мітка» (2007—2012).

## Особисте життя
Петерсон народився в Нью-Йорку в родині Джорджа Кануза та Шеріл Петерсон. У нього є зведена сестра на ім'я Лара.
Він одружився з актрисою Кайлі Кокрен 20 травня 2001 року. У пари троє спільних дітей. Кокрен подала на розлучення наприкінці 2013 року. Петерсон на той час жив із 22-річною іншою жінкою.

## Кар'єра
Крім того, що Петерсон мав постійну роль у серіалі «Провіденс», він грав постійну роль Нейта Вестена, брата головного героя Майкла Вестена, у «Чорній мітці». Він зіграв головні ролі в незалежних фільмах «Седона» (2011) і «Злочин на ґрунті ненависті» (2005). Інші ролі включають фільми: На тому стоїмо (2003), в якому Петерсон зіграв роль сина Берта Рейнольдса Джошуа; Годзілла (1998) і Не можу чекати (1998). Відомі запрошені ролі на телебачені включають такі серіали, як NCIS (2003) у ролі Томаса Пірса в епізоді 9 сезону «Трикутник диявола», Усі жінки — відьми (2003) у ролі Звіра/Дерека в епізоді 6 сезону «Маленькі монстри», CSI: NY (2004) у ролі Генрі Вілленса в епізоді 4 сезону «Бу» та CSI: місце злочину (2000) як Перрі Хабер у 7 сезоні «Burn Out» на CBS.